# Palpimanus transvaalicus
Palpimanus transvaalicus là một loài nhện trong họ Palpimanidae. Loài này được phát hiện ở Zuid-Afrika.